# La Bruyère (Bélgica)

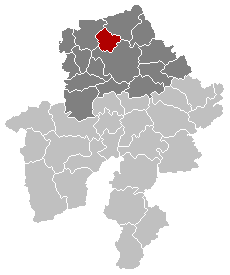
Ubicación de La Bruyère.

La Bruyère (en valón: Les Brouhires) es un municipio belga de la provincia de Namur.

## Datos
- Al 1 de enero de 2019, la población cuenta con 9.276 habitantes.
- La superficie total es de 53,44 km²
- Densidad: 175,06 habitantes por km².

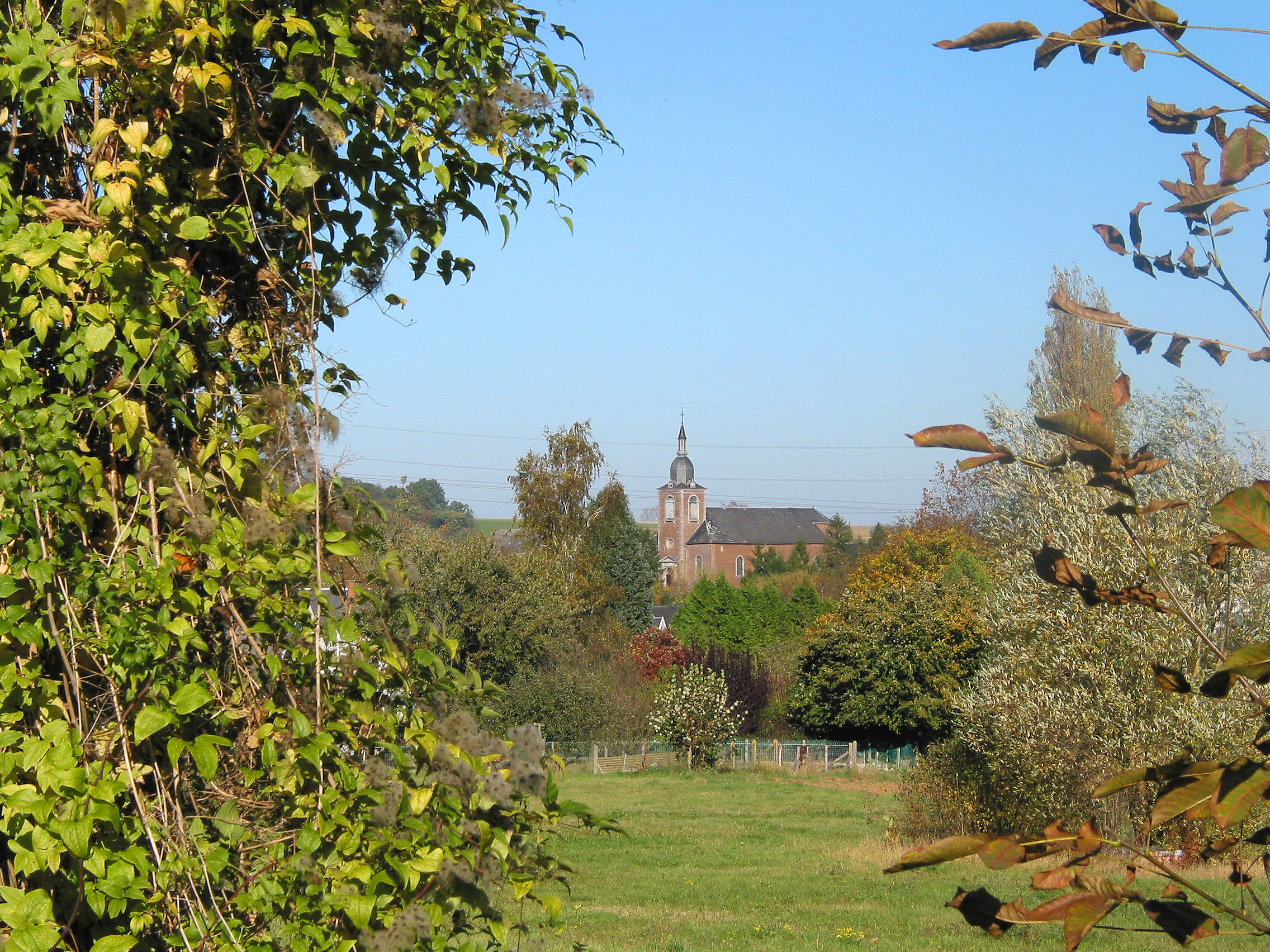
La iglesia de St-Didier de Rhisnes.

## Geografía

### Secciones del municipio
El municipio comprende los antiguos municipios, que se fusionaron en 1977:
| - Emines - Rhisnes - Villers-Lez-Heest - Warisoulx - Bovesse - Meux - Saint-Denis |

## Demografía

### Evolución
Todos los datos históricos relativos al actual municipio, el siguiente gráfico refleja su evolución demográfica, incluyendo municipios después de efectuada la fusión el 1 de enero de 1977.
| Gráfica de evolución demográfica de La Bruyère entre 1846 y 2020 |
|                                                                  |